# Rapaz Descascando Fruta
Rapaz Descascando Fruta é uma pintura do mestre do barroco italiano Michelangelo Merisi da Caravaggio (1571–1610) pintura por volta de 1592-1593. 
Esta é a obra conhecida mais antiga de Caravaggio, pintada logo após sua chegada em Roma de sua terra natal Milão em meados de 1592. Seus deslocamentos nesta época não são exatos. De acordo com seu contemporâneo Giulio Mancini, ele permaneceu por pouco tempo com o monsenhor Pandulfo Pucci no Palazzo Colonna, mas não gostava da maneira que Pucci o tratava e o deixou após alguns meses. (Pucci alimentava seus pensionistas exclusivamente com vegetais e, mais tarde, Caravaggio se referia a ele como 'Monsenhor Salada'). Ele copiava imagens religiosas para Pucci (nenhuma sobreviveu), e aparentemente fez algumas peças por conta própria para venda pessoal, das quais Rapaz Descascando Fruta seria o primeiro exemplar conhecido. A obra, porém, pode ser de alguns anos mais tarde, de quando ele estava trabalhando para Giuseppe Cesari, o "cavaliere d'Arpino". Por afirmar-se que Caravaggio teria pintado somente "flores e frutos" para d'Arpino, esta obra seria, mais uma vez, uma peça pessoal feita para venda fora da oficina, mas estava entre as obras apreendidas de d'Alpino pelo cardeal Scipione Borghese em 1607, junto com outras dois dos primeiros Caravaggios, o Pequeno Baco Doente e o Rapaz com Cesto de Frutas — não se sabe como estas obras chegaram a estar na coleção de Cesari na época.
O fruto que está sendo descascado pelo rapaz é um mistério. Fontes indicam que pode ser uma pera, o que está provavelmente correto, mas tem sido questionado; o fruto pode ser uma nectarina ou uma ameixa, muitas das quais se encontram sobre a mesa, todavia estas não são geralmente descascadas; alguns têm sugerido que se trata de uma bergamota, uma fruta cítrica no formato de pera cultivada na Itália, mas outros protestam pois a bergamota é azeda e praticamente não comestível.
Vista como uma pintura de gênero simples, ela difere da maioria pois o rapaz não é 'rústico', ou seja, ele é retratado limpo e bem vestido, em vez de um belo maltrapilho. Um significado alegórico por trás da pintura é plausível, dada a complexa simbologia dos frutos no Renascimento. O estudioso de Caravaggio, John T. Spike, sugeriu recentemente que o rapaz demonstra resistência à tentação ao ignorar os frutos mais doces (frutos de pecado) a favor da bergamota, mas nenhuma leitura específica é amplamente aceita.
Considera-se que o modelo tem uma semelhança com o anjo em Êxtase de São Francisco e com o rapaz vestido de cupido à extrema esquerda em seu Os Músicos, ambos de cerca de 1595 a 1597.
A obra sobrevive em inúmeras cópias.Em 1996, John T. Spike identificou o provável original em uma pintura leiloada em Londres naquele ano; sua localização atual é na Coleção Real Britânica.